# Горожане. Разговор
«Горожане. Разговор» — памятник, располагающийся в Екатеринбурге, в сквере на углу проспекта Ленина и улицы Мичурина. Был открыт 18 августа 2008 года. Автором является Андрей Антонов.

## Описание
Эта скульптурная группа, расположенная в сквере на углу проспекта Ленина и улицы Мичурина, изображает трёх знаменитых уральских художников, трёх друзей — Виталия Воловича, Мишу Брусиловского и Германа Метелёва, ведущих оживлённую беседу прямо посреди улицы.
Фигуры отлиты из бронзы, причём скульптуры значительно крупнее оригиналов.
Виталий Волович ростом 2,4 метра, Герман Метелёв — 2,15 метра, Миша Брусиловский чуть ниже двух метров.
«Скульптурная композиция посвящена великим нашим землякам — Мише Брусиловскому, Виталию Воловичу и Герману Метелёву. Они — визитная карточка не только нашего города, а всей России», — отметил на церемонии открытия руководитель администрации свердловского губернатора Александр Левин.
«Скульптура называется „Горожане. Разговор“. Каждый из трёх персонажей имеет свой характер, и различается как внешне, так и внутренним состоянием. Это очень интересная по пластике скульптура, и она достойна украсить город», — рассказал корреспондент ТАСС-Урал Виталий Волович.
Миша Брусиловский, в свою очередь, отметил, что скульптурная группа находится возле его дома. «Раньше я никогда не думал, что такое может с нами случиться. Надо сказать, что у меня возникает странное ощущение — ощущение завершения жизненного круга. Это странно, когда живой человек может видеть себя, отлитым в бронзе», — сказал Брусиловский.